# Cerpa
Cerpa (Cervejaria Paraense S.A.) ou Cerpasa, é uma empresa brasileira fabricante de cervejas, refrigerantes e energéticos fundada em 1966 na cidade brasileira de Belém, pelo alemão Konrad Karl Seibel. Foi uma cervejaria regional com 65% em 2003 de participação no mercado no Pará, muito antes do avanço das cervejas artesanais, ganhou certo público no Sudeste.

## História
Na chegada do imigrante alemão Konrad Karl Seibel à capital Belém em 1966, constatou que a água da região era boa para fabricar cerveja na região dos trópicos. A Cerpa ou Cerpasa, foi uma cervejaria regional de sucesso por décadas — sua participação de mercado no Pará chegou a 65% em 2003 e, ganhou adeptos Sudeste entre os consumidores que não gostavam das cervejas Brahma e Antarctica.
Em 1966, para se diferenciar dos concorrentes, apresentou o processo Draft Beer, que aumenta a qualidade do produto, mudando o tradicional sistema de pasteurização, por filtros de celulose e descarga térmica. Mas na década de 1970, a cervejaria paraense entrou em decadência devido problemas familiares, que afetou sua participação no mercado, não passando de 12%.
Em 2003, deixou de vender latinhas e lançou garrafa de plástico PET, aposta de Seibel desejando repetir o sucesso dos refrigerantes. Mas foi perdendo espaço para os concorrentes, que vendiam latinha. E não obstante, a companhia é investigada por financiamento ilegal de campanha eleitoral em inquérito iniciado neste mesmo ano. E a empresa acumulou mais de 500 milhões de reais em dívidas com o governo do Pará devido não pagamento do ICMS, mantida sob sigilo por lei.
Em 2008, Seibel, o dono/fundador da empresa sumiu, depois foi descoberto que este deixou o Brasil rumo à Alemanha devido tratamento de saúde, vindo a falecer em 2012 na cidade de Traunstein (Alemanha). Sua saída deixou a empresa no escuro.
O herdeiro oficial é Konrad Franz Seibel, que em 2013 tinha 20 anos, que só poderia ocupar a presidência, de acordo com o testamento do pai, ao completar 24 anos ou quando conclui-se a faculdade (cursava economia em Londres). Enquanto isso, a empresa era administra por sua mãe, Helga Irmengard Jutta, a regente, após ganho em disputa judicial, enquanto seu filho não cumpre os pré-requisitos previstos no estatuto.
Em 2003, em meio a um processo de divórcio, Karl afastou-se da empresa devido doença, mas não repassou a direção para a esposa ficando a fábrica da Cerpa sem investimento. Sem reforma desde o fim dos anos 90, com máquinas obsoletas acimas de 20 anos de uso, com altos gastos em manutenção.
Em 2012, a empresa tenta um último investimento, na tentativa de profissionalizar a gestão Helga trocou a diretoria, recrutando ex-funcionários da Heineken e da SABMiller e, negociando um empréstimo bancário de 25 milhões de reais para investimento, para resgatar a qualidade e a credibilidade da marca.
Em 2010, firmou  um contrato para envasar cervejas da concorrente Ambev, para assim conseguir caixa. Ganhando 5,5 milhões de reais ao mês e voltando a crescer as vendas, após a queda em 2008. Este avanço chamou a atenção de outras grandes empresas: Ambev, Petrópolis, Heineken e, dos fundos Tarpon, Pátria e Advent, que sondaram a família.
A Tijuca Cerpa é uma homenagem a cidade do Rio de Janeiro, em uma garrafa long neck com um design exclusivo de linhas delicadas e curvas suaves. Inicialmente produzida apenas para exportação, mas em 1994 passou a ser comercializada à nível nacional.

## Produtos
A Cervejaria Paraense produz os seguintes produtos:
- Cerpa Export, cerveja do tipo Pilsen, Premium American Lager com 5,3% de álcool;
- Cerveja Draft, do tipo Pilsen mais leve, Lite American Lager com 4,5% de álcool.
- Cerpa Gold, cerveja tipo Lager, Standard American Lager com 4,5% de álcool;
- Cerveja Tijuca, cerveja do Tipo Pilsen, Premium American Lager; com 4,5% de álcool;
- Cerpa Prime, cerveja puro malte.
- Amazon Power - Energético
- Refrigerantes Cerpa